# 南丹市立西本梅小学校
南丹市立西本梅小学校（なんたんしりつ にしほんめしょうがっこう）は、京都府南丹市園部町南八田にあった公立小学校。南大谷、若森、埴生、殿谷、南八田、天引、法京、大河内の8地区を校区としていた。
南丹市では2014年度に小学校の再編が検討され、統廃合の対象校となっていた。2015年3月24日の修了・進級式をもって廃校となった。以降、小学校の跡地は西本梅の区民による利用が検討され、埴生を除く7区が中心となり西本梅振興会を組織、南丹市から委託を受けて南丹市立西本梅地域活性化センターとしての活用が始まった。1階にはるり渓資料館（本梅探友会の運営）やあかまつテラス（日替わりレストラン）として活用、ほかは貸館として使われている。

## 沿革
- 1873年 - 前身の保恵館が園部町埴生に開校[3][4]
- 1941年4月 - 国民学校令により、西本梅国民学校へ改称
- 1947年5月 - 学制改革により、西本梅村立西本梅小学校へ改称
- 1955年4月 - 3町村（園部町、摩気村、西本梅村）の合併により、園部町立西本梅小学校へ改称
- 1959年 - 現在地に移転[3]
- 2006年1月1日 - 4町合併により、南丹市立西本梅小学校へ改称
- 2012年7月 - 創立140周年記念式典を挙行（資料約60点を展示）[2][3]
- 2015年3月 - 南丹市立園部小学校への統合により廃校
- 2017年4月 - 南丹市市立西本梅地域活性化センターとして開所。愛称は「あかまつの丘 西本梅」

## 主な進学先
- 南丹市立園部中学校[4]

## 校区内の主な名所等
- るり渓（日本の音風景100選）

## 交通アクセス
- 山陰本線（嵯峨野線）園部駅下車
  - 南丹市営バス バス停「西本梅小学校前」下車